# Schroederella kirilli
Schroederella kirilli är en tvåvingeart som beskrevs av Papp 2007. Schroederella kirilli ingår i släktet Schroederella och familjen myllflugor.
Artens utbredningsområde är Ungern. Inga underarter finns listade i Catalogue of Life.